# Angel
|  | No s'ha de confondre amb àngel. |

Angel és una pel·lícula de 1937 dirigida per Ernst Lubitsch, amb Marlene Dietrich, Herbert Marshall i Melvyn Douglas.

## Argument
Una jove (Marlene Dietrich) arriba a París d'incògnit i va a casa d'una amiga amb la que té un passat fosc, la gran duquessa Anna (Laura Hope Crews) que regenta un saló de cites. Hi coneix allà un estatunidenc, tornat de les Indies, Tony Halton (Melvyn Douglas), que la pren per la gran duquessa i la convida a sopar a les 20h45. Tony s'enamora de pressa de la jove desconeguda que anomena Angel i passen una vesprada molt romàntica, simbolitzada pel tema musical que improvisa un violinista. Però al final de la vesprada, Angel fuig fent-li prometre oblidar-la i no buscar mai qui és. Angel és en realitat l'esposa del diplomàtic Frederick Barker que, sovint a l'estranger, la deixa sola la majoria del temps.
Tots dos tenen una unió tranquil·la, tan tranquil·la que no aconsegueixen discutir. Poc temps després de la seva tornada de Ginebra, torna a veure un amic conegut durant la primera guerra mundial, que resulta ser Tony Halton. Frederick el convida a menjar la qual cosa permet a Tony retrobar Angel. Aquesta, intenta fer-li creure que mai no el va conèixer però, evidentment, no la creu. De resultes d'algunes discussions entre Sir Frederick i la seva esposa, Angel marxa a París amb la intenció de trobar-hi Tony. Frederick és ara gairebé segur que la seva esposa l'enganya i que és la jove que Anthony busca arreu. Els tres personatges es troben amb la gran duquessa on Frederick deixa a la seva dona la següent tria: o es casa amb Tony o marxa amb ell a Viena, a l'hotel del seu viatge de noces. Angel escull finalment el seu marit i tots dos marxen a Viena.

## Comentaris
- Considerada una obra menor[1] Angel és considerat una de les pel·lícules més representatives de Lubitsch. Il·lustra en efecte perfectament el seu art del doble sentit i de l'ambigüitat: Angel, o com, elegantment, esquivar totes les censures "[2]
- L'elegància malintencionada de Lubitsch va funcionar en aquesta pel·lícula, afectada per la censura, cosa que no va impedir la subtil estratègia del seu enginy per resoldre de forma brillant aquesta comèdia romàntica amb triangle.[3]

## Repartiment
- Marlene Dietrich: Maria "Angel" Barker
- Herbert Marshall: Frederick Barker
- Melvyn Douglas: Anthony "Tony" Halton
- Edward Everett Horton: Graham
- Ernest Cossart: Christopher "Chris" Wilton
- Laura Hope Crews: La gran duquessa Anna Dmitrievna
- Herbert Mundin: Mr. Greenwood
- Dennie Moore: Emma MacGillicudy Wilton